# فرودگاه شهرستان لین هلمز سویر
فرودگاه شهرستان لین هلمز سویر (به انگلیسی: J. Lynn Helms Sevier County Airport) یک فرودگاه همگانی بهره‌برداری هوایی است که یک باند فرود آسفالت دارد و طول باند آن ۱۵۲۴ متر است. این فرودگاه در کشور ایالات متحده آمریکا قرار دارد و در ارتفاع ۱۰۸ متری از سطح دریا واقع شده‌است.